# 內比區
內比區是非洲中部國家烏干達的111個區之一，由北部區（俗稱阿喬利蘭）負責管轄，首府是內比，距離阿魯阿約77公里，南面接近鄰國剛果民主共和國，主要的經濟產業有農業、畜牧業和捕魚業，2010年人口估計為324,500。

## 外部連結
- Nebbi District Information Portal （页面存档备份，存于）

02°27′N 31°15′E / 2.450°N 31.250°E